# La Fin du Monde (bière)
Pour les articles homonymes, voir La Fin du monde.

La Fin du Monde est une bière québécoise de type trappiste brassée par Unibroue. Elle est de type Ale forte (« triple ») et d'une couleur blonde jaunâtre. Elle se conserve au frais (12 à 14 degrés Celsius) durant 3 ans et plus. Sa robe voilée et jaunâtre sur levure dégage un nez fruité avec effluves d'agrumes et un soupçon d'épices. Bière corsée et maltée, voire capiteuse possédant une bonne finale amère. SRM: 5,5 et IBU: 19.

## Présentation de la compagnie
Cette bière est brassée en l'honneur des grands explorateurs qui croyaient être arrivés à la fin du monde lors de la découverte de l'Amérique. En février 1994, après 18 mois de recherche, Unibroue lance La Fin du Monde. Avec un volume d'alcool de 9 %, elle est, lors de sa sortie, l'une des bières les plus alcoolisées des épiceries québécoises. Il s'agit d'une bière au goût épicé et tire son origine des moines trappistes du Moyen Âge, une première nord-américaine selon la compagnie.